# Sippy Cup
"Sippy Cup" é uma canção da artista musical estadunidense Melanie Martinez, de seu álbum de estreia Cry Baby (2015). Foi produzida pela dupla Kinetics & One Love, e posteriormente lançada como terceiro single oficial do álbum em 31 de julho de 2015.

## Antecedentes
O primeiro extended play (EP) da artista, Dollhouse, foi lançado em 19 de maio de 2014, chegando à quarta posição da Billboard Heatseekers Albums e contendo dois singles: "Dollhouse" e "Carousel", o qual apareceu nas prévias do American Horror Story: Freakshow. Como forma de divulgação ao produto, a cantora embarcou na Dollhouse Tour e, durante a mesma, divulgou o título do álbum. "Pity Party", primeiro single do álbum, junto com o vídeo musical, foi acidentalmente liberado na internet no dia 29 de maio de 2015.

## Vídeo musical
O vídeo musical de "Sippy Cup" foi gravado no começo de julho de 2015, e lançado no final do mesmo mês.

## Novo Álbum
Melanie comentou que está Gravando seu novo álbum, até vazar um trecho de uma música sem título, assim confirmando o novo álbum, que mostrará a Cidade de Cry Baby .

### Posições
| Tabela musical (2015)                                | Melhor posição |
| ---------------------------------------------------- | -------------- |
| Estados Unidos (Billboard Alternative Digital Songs) | 18             |

## Histórico de lançamento
| País  | Data                | Formato                                   | Gravadora | Ref.   |
| ----- | ------------------- | ----------------------------------------- | --------- | ------ |
| Mundo | 31 de julho de 2015 | Download digital (via pré-venda do álbum) | Atlantic  | [ 12 ] |